# Beastie Boys
A Beastie Boys egy 1978-ban alakult New York-i rap-rock zenekar volt három állandó taggal: Michael „Mike D" Diamond (ének, dob), Adam „MCA" Yauch (ének, basszusgitár) és Adam „Ad-Rock" Horovitz (ének, gitár, programozás).
Elődje a Young Aborigines experimentális hardcore punk zenekar volt, melyben Diamond vokálozott, Jeremy Shatan basszusgitárázott, John Berry gitározott és Kate Schellenbach dobolt. Mikor 1981-ben Shatan otthagyta a zenekart, Yauch lépett be helyére basszusgitáron, és megváltoztatták nevüket Beastie Boysra. Berry nem sokkal később szintén lelépett, őt váltotta Horovitz.
Sikeressé vált 1983-as vicc hiphopszámuk, a „Cooky Puss" megjelenését követően átálltak hiphopra, és Schellenbach is távozott a zenekarból. 1985-ben Madonnával turnéztak, egy évre rá pedig megjelent első nagylemezük, a Licensed to Ill, az első olyan raplemez, ami felkerült a Billboard 200-as lista élére. Második albumuk, a Paul's Boutique (1989) megjelenése idején nem aratott nagy sikert, később azonban magasztalták. A Check Your Head (1992) és Ill Communication (1994) elnyerték a mainstream tetszését, őket követték a Hello Nasty (1998), To the 5 Boroughs (2004), The Mix-Up (2007) és végül a Hot Sauce Committee Part Two (2011) című albumok.
A Beastie Boys húszmillió lemezt adott el az Egyesült Államok területén, így ők lettek a legkeresettebb rapzenekar, mióta a Billboard rögzíti a lemezeladásokat (1991). Hét platinalemezével a Beastie Boys lett a világ egyik leghosszabb életű hiphopzenekara, és 2012-ben ők lettek a harmadik rapzenekar, akiket beiktattak a Rock and Roll Hall of Fame-be, majd nem sokkal később Yauch elhunyt rákban és feloszlott a zenekar.

## Történet

### 1978–1983: Kezdetek
A Beastie Boys megalakulása előtt Michael Diamond több zenekarnak is tagja volt, köztük a Walden Jazz Bandnek, BAN-nek és a The Young Aboriginesnek. A Beastie Boys 1981 júliusában alakult, mikor a Young Aborigines basszusgitárosa, Jeremy Shatan nyárra elutazott New Yorkból, az ottmaradt tagok (Michael Diamond, John Berry és Kate Schellenbach) pedig új hardcore punk zenekart alapítottak Adam Yauch-kal. Yauch egy 2007-es Charlie Rose-interjúban azt mondta, Berry fejéből pattant ki a Beastie Boys név. Bár a zenekar azt állította, hogy a 'Beastie' a „Boys Entering Anarchistic States Towards Inner Excellence" (a tökéletesség felé haladó anarchista állapotba lépett srácok) rövidítése, a Charlie Rose-interjúban Yauch és Diamond is bevallották, hogy ezt már a név kialakulása után találták ki. A Bad Brains, Dead Kennedys, Misfits és Reagan Youth előzenekaraként léptek fel olyan helyszíneken, mint a CBGB, A7, Trudy Hellers Place vagy a Max's Kansas City, ahol a hely búcsúbuliján is zenéltek. 1982 novemberében a Beastie Boys felvette Polly Wog Stew című 7-inch EP-jét a 171A stúdióban, mely a New York-i hardcore meghatározó lenyomatává vált.
1982. november 13-án a Beastie Boys Philip Pucci születésnapján lépett fel Beastie című rövid koncertfilmje apropóján. Pucci a Bard College Preston Drama Dance Department színháztermében tartotta az eseményt, s ez volt az első alkalom, hogy a Beastie Boys képernyőn jelent meg. A Beastie-t Pucci úgy készítette el, hogy szétosztott a nézők közt 16 mm-es Bell & Howell Filmo és Bolex kamerákat és megkérte őket, hogy vegyék fel a koncertet saját szemszögükből, közben a mastert egy másik kamera vette az elhagyatott színházterem lelátójáról. Az előzenekar a The Young and the Useless volt, melyben Adam Horovitz énekelt. A filmből egy egyperces jelenetet kivágott és levédetett a Beastie Boys, hogy az „Egg Raid on Mojo" alatt használhassa a Capitol Recordsnál megjelent „Skills to Pay the Bills" videójában, mely később arany minősítést kapott az Amerikai Hanglemezgyártók Szövetségétől (RIAA). Berry 1982-ben hagyta ott a zenekart (később alapítótagja lett a Thwig, Big Fat Love és Bourbon Deluxe formációknak), s helyére érkezett Horovitz, a zenekar egy közeli barátja.
1983-ban vették fel és adták elő először „Cooky Puss" című hiphopszámukat, melyet a Carvel jégkrémhez intézett telefonbetyárkodásuk ihletett. A szám felkerült a friss felállással operáló zenekar első EP-jére, s annak névadójává vált. Ez volt az első olyan lemezük, melyen megmutatkoztak az underground rap jegyei és samplinget használtak, a szám pedig hamar népszerűvé vált a New York-i undergound dance- és nightklubokban. A „Beastie Revolutiont" később egy British Airways reklámhoz is felhasználták, amiért a zenekar perelni akart, mire a vállalat nyomban kifizetett nekik 40,000 dollárnyi jogdíjat.

### 1984–1987: Def Jam ésLicensed to Ill
A „Cooky Puss" sikerét követően a zenekar komolyabban elkezdett foglalkozni a rappeléssel. Élő fellépéseikhez felkértek egy állandó DJ-t, az akkor a New York Universityn hallgató Rick Rubint, akiből nem sokkal később producer lett. „Mike-kal találkoztam először" emlékszik vissza Rubin. „Első benyomásra arrogáns sutyeráknak tűnt, de miután eltöltöttem egy kis időt a Beastie-kkel, rá kellett jönnöm, hogy zseniális humoruk van. Nem voltak suttyók, vagy ha még is, képesek voltak viccet csinálni magukból." Rubin egyetemi csoporttársával, Russell Simmonsszal megalapította a Def Jam kiadót, és jelezte a Beastie Boysnak, hogy szívesen kiadná őket. Ahogy a zenekar 1984-ben hiphopra váltott, Schellenbachot elküldték a zenekarból és Diamond vette át helyét a dobok mögött. 2018-as visszaemlékezésükben Ad-Rock megbánással beszélt Schellenbach kirúgásáról, amit azzal magyaráztak, hogy nem passzolt "az új, keménykedő rappercsávó identitásukhoz".
A zenekar 12-inch kislemeze, a „Rock Hard" (1984) volt a második Def Jam-album, amin Rubin producerként lett feltüntetve (az első T La Rock és Jazzy Jay „It's Yours" albuma volt). 1985-ben a Beastie Boys volt az előzenekara John Lydon post-Sex Pistols-bandájának, a Public Image Ltd.-nek és Madonnának, az amerikai The Virgin turnén. Felléptek a Fishbone-nal és a Murphy's Law-val, DJ Hurricane-nel, majd ugyanabban az évben a Run-DMC-vel, Whodinivel, LL Cool J-jel és a Timex Social Clubbal a Raising Hell turnén. Látványos felemelkedésüknek köszönhetően a „"Hold It Now, Hit It" felkerült a Billboard amerikai R&B- és dance-slágerlistájára. A Krush Groove-ban szereplő „She's on It" is a rap/metal stílust tükrözte, a dupla A-oldalú 12-inch „Paul Revere/The New Style-t" pedig év végén adták ki.
A Beastie Boys 1986-ban vette fel Licensed to Ill című lemezét, amit november 15-én adtak ki, s remek kritikát írt róla a Rolling Stone magazin. A lemez az 1980-as évek egyik legtöbb példányszámban elkelt rapalbuma lett, az első, mely 1. helyre került a Billboard 200-as listán (pozícióját pedig öt hétig tartotta). Egyben második helyezett is lett a Top R&B-albumlistán, és mai napig a Def Jam legkelendőbb debütáló albumának számít kilencmilliós eladásával. A negyedik kislemez „(You Gotta) Fight for Your Right (To Party!)" hetedik helyezett lett az amerikai Billboard Hot 100-as listán, s bár a zenekar több mint 26 millió lemezt adott el az Egyesült Államokban, ez az egyetlen kislemezük, ami egyszerre szerepelt az amerikai top tízes és húszas listán. A számhoz készített videoklipet (amit Ric Menello és Adam Dubin rendeztek) rendszeresen sugározta az MTV. A lemezen található „No Sleep till Brooklyn" című szám 14. helyre került az angol kislemez listán.
A következő évben világkörüli turnéra indultak a lemezzel, melynek során peres ügyekbe és letartóztatásokba keveredtek. A zenekart sokan vádolták azzal, hogy provokálják a közönséget, erre példa az 1987. május 30-i liverpooli Royal Court Theatre-koncert, ahol 10 perccel azután, hogy a zenekar színpadra lépett, zavargás ütött ki, s a Meyerside rendőrség letartóztatta Adam Horovitzot súlyos testi sértés vádjával.

### 1988–1989: Capitol Records ésPaul's Boutique
1988-ban a Beastie Boys szerepelt Rubin Run-D.M.C.-ről és a Def Jamről készült Tougher Than Leather című filmjében. Miután a Def Jam nem volt hajlandó fizetni nekik az elvégzett munkáért és amúgy is tartoztak nekik, a zenekar otthagyta a kiadót és leszerződött a Capitol Recordsszel.
A második Beastie Boys-album, a Paul's Boutique, melynek a Dust Brothers lett a producere, 1989. július 25-én jelent meg. Eklektikus hangmintái miatt kiérdemelte a korai kísérleti hiphop jelzőt, s bár nem kelt el belőle annyi, mint a Licensed to Illből, az amerikai albumlista 14. helyéig eljutott, a későbbiekben pedig komoly jelentőséget tulajdonítottak neki. A Rolling Stone magazin 156. helyen említette Minden idők 500 legmeghatározóbb albuma listáján.

### 1990–1996:Check Your HeadésIll Communication
A Check Your Head-et a zenekar G-Son stúdiójában rögzítették a kaliforniai Atwater Village-ben, és saját kiadójuknál, a Grand Royal gondozásában adták ki. A holland Urban Dance Squad hatására döntöttek úgy, hogy maguk fognak zenélni az albumon, így hát Mike D a dobok mögé ült, Yauch nyakába vette a basszusgitárt, Horovitz a gitárját, Mark Ramos Nishita („Keyboard Money Mark") pedig leült a zongorához. Mario Caldato, Jr. – aki már a Paul's Boutique alatt is segített nekik – keverte az albumot, majd vált állandó munkatárssá. A Check Your Head 1992-es megjelenését követően dupla platinaalbum lett és felkerült a Billboard 200-as lista 10. helyére. A „So What'cha Want" című szám 93. helyen zárt a Billboard 100-as listán és egyszerre szerepelt a Rap- és Modern Rock listákon, míg az első kislemez, a „Pass the Mic" 38. helyre került a Hot Dance Music-listán. A Check Your Head kísérletezőbb irányt vett az egyértelműen funkos és jazzes számaival, mint a „Lighten Up" vagy a "Something's Got to Give", de hardcore punk gyökereikhez is visszanyúltak például a „Time for Livin"-nel, ami egy 1974-es Sly and the Family Stone-szám feldolgozása volt. Az albumot az instrumentális irány és rockos hangzás miatt a nu metal előfutáraként is jegyzik, mely irányzat az 1990-es években vált népszerűvé.
Számos előadót szerződtettek Grand Royal kiadójukhoz (melynek 2001-ig voltak tulajdonosai), köztük Luscious Jacksont, Sean Lennont és az ausztrál Ben Leet. A kiadó első független kiadványa Luscious Jackson In Search of Manny című albuma volt 1993-ban. Ugyanebben az évben vendégszerepeltek az „It's the New Style" című számban DJ Hurricane-nel, mely a Red Hot Organization gondozásában készült No Alternative című AIDS jótékonysági albumra került fel.
A Beastie Boys kiadott egy Grand Royal nevű magazint is, melynek első, 1993-as számában Bruce Lee volt a címlapsztár, George Clintonról közöltek cikket és Kareem Abdul-Jabbarral, illetve Q-Tippel készült interjúk is kerültek a lapba. Az 1995-ös számban szerepelt egy emlékezetes cikk a mullet hajviseletről (Magyarországon Bundesliga-haj néven terjedt el a kifejezés). Az Oxford English Dictionary (OED) szerint ekkor jelent meg először nyomtatásban a mullett szó, s szerepelt a zenekar 1994-es „Mullet Head" című számában. Az 1980-as években még nem használták ezt a kifejezést, annak ellenére, hogy akkoriban volt legnépszerűbb ez a hajviselet. Az OED szerint „az amerikai Beastie Boys hiphopzenekar fejéből pattant ki és terjesztették el". A Grand Royal Magazin felelt az angol Sneaker Pimps zenekar névválasztásáért is.
Az 1994-ben megjelent Ill Communication albummal a Beastie Boys visszakerült a listák élére; megjelenésekor első helyezett lett a Billboard 200-as és második az R&B/hiphop album listán. A „Sabotage" című kislemez slágerré vált a modern rock listán, a Spike Jonze által hozzá rendezett videoklipet pedig rendszeresen vetítette az MTV. A „Get It Together" című szám felkerült a Billboard top tízes listájára. Szintén 1994-ben adta ki a zenekar a Some Old Bullshit-et, melyen korai anyagaikat gyűjtötték össze és 46. helyen szerepelt a Billboard független listáin.
A Smashing Pumpkinsszal együtt fő fellépőként szerepeltek az 1994-es amerikai Loolapalooza fesztiválon. A zenekar további három fellépéssel (Los Angeles, New York, Washington, D.C.) gyűjtött adományt a Milarepa Alapítvány számára, és ajánlotta fel nekik a „Shambala" és „Bodhisattva Vow" című számaik után kapott jogdíjat. A Milarepa Alapítvány a tibetiekkel és a Dalai Lámával való jogtalan bánásmódra igyekezett felhívni a társadalom figyelmét. Yauch 1996-ban megszervezte az 1985-ös Live Aid óta legnagyobbnak számító jótékonysági rock eseményt, a Tibeti szabadságkoncertet, mely egy kétnapos fesztivál volt a San Franciscó-i Golden Gate Parkban és 100.000-es tömeget vonzott.
1995-re már vitathatatlan volt a zenekar népszerűsége, mikor arénaturnéjuk bejelentését követően fél órán belül elkelt az összes jegy a Madison Square Garden és a chicagói Rosemont Horizon fellépésükre. Minden egyes jegy után egy dollár helyi jótékonysági szervezetekhez került a Milarepán keresztül. Ekkor járt először a zenekar Dél-Amerikában és Délkelet-Ázsiában. Mindeközben kiadták Aglio e Olio című, nyolc számot tartalmazó, mindössze 11 perces punk rock albumukat, 1996-ban pedig a már korábban bemutatott jazz/funk instrumentális számokkal tűzdelt albumukat, a The in Sound from Way Out!-ot, melynek címével és képi világával az elektronikus formáció Perrey and Kingsley előtt tisztelegtek.
1992-ben a Beastie Boys szerette volna James Newton „Choir" című felvételének egyes részleteit samplingelni „Pass the Mic" című számukhoz. Newton személyesen nem járult hozzá a szám felhasználásához, akkoriban az ECM Records engedélyével samplingelték digitálisan a szám első hat másodpercét és használták háttérelemként. Newton pert indított szerzői jogsértésre hivatkozva, melyben a kerületi bíróság mondott ítéletet, s megállapították, hogy a Beastie Boysnak nem volt szüksége engedélyre, mivel a „Choir”-ból felhasznált három hangjegyből álló részlet nem számít elég eredetinek ahhoz, hogy védelmet élvezzen. A határozatot fellebbezéssel megerősítették.

### 1997–2001:Hello Nasty
A zenekar 1995-ben kezdett el dolgozni Los Angeles-i G-Son stúdiójukban a Hello Nasty című albumon, amit végül New Yorkban fejeztek be, mivel Yauch 1996-ban Manhattanbe költözött. Mix Master Mike csatlakozása lényeges zenei váltást jelentett a zenekar életében; az album bombasztikus beatekkel, rap sample-ökkel és kísérleti hangokkal lett teleszórva. 1998. július 14-i megjelenését követően a Hello Nasty-ből már első héten 681.000 kelt el Amerika-szerte, és került az első helyre mind az amerikai, angol, német, ausztrál, holland, új-zélandi és svéd slágerlistákon, míg Kanadában és Japánban második lett, Ausztriában, Svájcban, Írországban, Belgiumban, Finnországban, Franciaországban és Izraelben pedig bekerült a top 10-be.
A Beastie Boys két Grammy-díjat is kapott 1999-ben, egyiket a Hello Nasty-ért (Legjobb Alternatív Albumnak járó díj), másikat az Intergalactic-ért. 2008-ig egyedül ekkor fordult elő, hogy egy zenekart egyszerre rap és alternatív műfajban is díjazták.
Az 1998-as MTV Video Music Awards-on nekik ítélték a Michael Jackson Video Vanguard díjat videoklipjeik előtt tisztelegve, a következő évben pedig megkapták a Legjobb Hiphop Videóért járó díjat az Intergalactic-ért. A zenekar mindkét alkalommal erősen politikus beszédet tartott az MTV nagyközönsége előtt. Az 1998-as eseményen Yauch szóba hozta a muszlimok hátrányos megkülönböztetését, miszerint rendszeresen terroristának nézik őket, miközben többségük nem az. Az esemény mindössze egy hónappal a kenyai és tanzániai amerikai nagykövetségek bombázását követően került megrendezésre. 1999-ben a Woodstock 99-et övező rémtörténetekre reagálva Adam Horovitz említette, hogy számtalan szexuális bűncselekmény helyszíne volt az esemény, és arra kérte a zenekarokat és szervezőket, hogy koncertjeiken szánjanak több figyelmet a biztonságra.
A Beastie Boys 1998-ban ismét arénaturnéra indult és Ian C. Rogers segítségével lehetővé tették, hogy fellépéseiket a rajongók letölthessék, bár a felvételeket ideiglenesen elérhetetlenné tette a Capitol Records és eltávolította honlapjukról. Ők voltak az egyik első zenekar, akik letölthető MP3-akat osztottak meg honlapjukon, ami komoly visszhangot váltott ki, többek közt a témában írt The Wall Street Journal cikk miatt.
1999. szeptember 28-án a Beastie Boys Elvis Costellóval játszotta el a „Radio Radio" című számot a Saturday Night Live 25. évfordulóján.
Szintén 1999-ben adták ki dupla CD-s antológiájukat, a The Sounds of Science-et, mely a Billboard 200-as lista 19., a kanadai 18. és az R&B/Hiphop slágerlista 14. helyére került. Az albumon szereplő egyetlen új szám „Alive" 11. helyre került a Billboard Modern Rock listáján.
2000-ben a Rage Against the Machine-nel és Busta Rhymesszal szerepeltek volna együtt a „Rhyme and Reason turnén", amit kénytelenek voltak lemondani, mikor Mike D-nek súlyos biciklibaleset következtében leszakadt a válla (hivatalosan acromioclaviculáris ízület ficama volt), amit műtét és elhúzódó rehabilitáció követett. Mire felépült, a Rage Against the Machine már feloszlott (majd hét évvel később ismét összeálltak).
Mike D Country Mike néven készített egy albumot, melynek címe Country Mike's Greatest Hits lett – ezt ajándékozta barátainak és családtagjainak 2000 Karácsonyán. Adam „Ad-Rock" Horovitz önálló projektje, a BS 2000 2001-ben állt elő Simply Mortified című albumával.
2001 októberében, a 2001. szeptember 11-i támadást követően a Beastie Boys rendezett egy New Yorkers Against Violence (New York-iak az erőszak ellen) koncertet a Hammerstein Ballroomban, melyen fel is léptek.

### 2002–2008:To the 5 BoroughsésThe Mix-Up
2002-ben Adam Yauch elkezdett összerakni egy új stúdiót Oscilloscope Laboratories néven Manhattanben; a zenekarral már itt dolgoztak új albumukon. Kritikai hangvételű „In A World Gone Mad" című számukat, melyben a 2003-as Iraki háború ellen emelték fel hangjukat, ingyen letölthetővé tették több weboldalon, köztük a Milarepa, az MTV, a MoveOn.org és a Win Without War oldalán is. A 19. és 20. Tibeti szabadságkoncertet Tokióban és Tajpejben rendezték – ekkor járt a zenekar először Tajvanban, s abban az évben fő fellépők voltak a Coachella fesztiválon is.
„Ch-Check It Out" című számuk a The O.C. sorozat „The Vegas" epizódjában debütált 2004. április 28-án.
A To the 5 Boroughs 2004. június 15-én jelent meg világszerte, az első albumuk, melyen egyedül ők vannak feltüntetve producerként. Első helyre került a Billboard albumlistán, második helyre az angol és ausztrál, illetve harmadik helyre a német listán. Az első kislemez, a „Ch-Check It Out", első helyre került a kanadai és az amerikai Modern Rock tracklistán.
Akkoriban terjedt egy pletyka, miszerint az albumot tartalmazó CD kémprogramot telepít a számítógépre, amint azt behelyezik a meghajtóba. A zenekar tagadta a vádakat, mondván, az Amerikában és Angliában forgalmazott lemezeken nincs másolásvédelmi szoftver, csak az európai kópiákon szerepelt a Macrovision CDS-200, mint minden EMI/Capitol Records által Európában forgalmazott lemezen, de ezek sem telepítenek semmilyen kémprogramot, vagy bármilyen egyéb szoftvert a felhasználó számítógépére.
2006-ban bejelentették, hogy már folyamatban van a következő album, melynek ismét ők lesznek a producerei.

Az angol NME újságnak adott 2007. április 26-i interjúban Diamond azt nyilatkozta, az album címe The Mix-Up lesz. Sokan találgattak, hogy vajon rappelnek-e majd a lemezen, vagy teljes egészében instrumentális lesz-e; a Mic-To-Mic blog hozta le, hogy a Capitol Records megerősítette, instrumentális lemez készül és tévesen 2007. július 10-ére datálták a megjelenést, miközben az album június 26-án jelent meg. 2007. május elsején a zenekar ezt hírlevelében is megerősítette. Itt egyértelműen közölték, hogy instrumentális albumot terveznek:
„Oké, kis böffenet az új albumról — tüzet okád!— kiba%ott vagány! most már hivatalos... a címe The Mix-Up. folytasd. full instrumentális. »Látod? Tudtam, hogy az lesz!« ezt ti mondjátok. alul találjátok a tracklistát és a borítót. szerettek minket. nem?”
Az albumról több számot is előadtak élőben a 2007-es baltimore-i Virgin Fesztiválon, a Pimlico lóversenypályán.
A lemez megjelenésével együtt bejelentették, hogy egy rövidebb turnét is terveznek, mely a szokásos arénakörökkel ellentétben inkább fesztiválokra fókuszál. A turné főbb állomásai a Sónar, Roskilde, Hurricane/Southside, Bestival, Electric Picnic és az Open'er fesztiválok voltak, a Live Earth keretében pedig 2007. július 7-én előadták a londoni Wembley Stadionban „Sabotage", „So What'cha Want", „Intergalactic" és „Sure Shot" című számaikat.
2007-es nyári turnéjuk során a Reverb nonprofit környezetvédelmi szervezettel dolgoztak együtt.
Fő fellépőként szerepeltek a dél-floridai Langerado Music fesztiválon 2008. március 7-én, és az 50. Grammy díjátadón „Legjobb Instrumentális Poplemez” díjjal jutalmazták az albumot.

### 2009–2012:Hot Sauce Committee
2009 februárjában Yauch azt nyilatkozta, hogy soron következő albumuk hangzása „bizarr" irányt vett: „Felvétel közben egyszerre játszunk és samplingelünk cuccokat. Elég sötét lemezekről válogattuk a mintákat." A lemez munkacíme Tadlock's Glasses volt, amiről Yauch a következőket mondta:
„Évekkel ezelőtt volt egy buszsofőrünk, aki korábban Elvis háttérénekeseit szállította. Tadlocknak hívták, és Elvis egyszer nekiajándékozta egy szemüvegét, amire roppant büszke volt. Innen a Tadlock's Glasses (Tadlock szemüvege) cím.”
2009. május 25-én a Late Night with Jimmy Fallon műsorban bejelentették, hogy a szeptember 15-én megjelenő új albumuk címe Hot Sauce Committee lesz, a tracklistát pedig e-mailben közölték rajongóikkal június 23-án. A lemezen Santigold is közreműködött, akivel együtt írták és énekelték el a „Don't Play No Game That I Can't Win" című számot.
Júniusban a zenekar fellépett a Bonnaroo fesztiválon, és előadták az album első kislemezeként megjelent „Too Many Rappers"-t Nas-zal, aki vendégelőadóként szerepel a számban. Ez volt az utolsó alkalom, hogy a Beastie Boys trióként lépett színpadra. Az év második felére angliai turnét terveztek.

A Drowned in Sound-nak adott interjúban közölték, hogy elkészült a Hot Sauce Committee Part 2, emellett Mike D azt is elhintette, hogy valószínűleg szokatlan formában fog megjelenni:
„A Pt. 2 nagyjából elkészült. A Pt. 1-ra túl sok szám került, ezért felvettünk mellé még párat. Ez furcsának tűnhet, de végül jól jött ki, mivel közben vált világossá számunkra, melyik számokat akarjuk a Pt. 1-on. Szóval ott volt egy teljes albumnyi anyag, a Pt. 2. A Pt. 1 jön ki CD-formátumban, amihez lemezboltban lehet majd megvásárolni, illetve letölteni, míg a Pt. 2 másképp fog megjelenni. Egyelőre nem tudjuk, pontosan milyen formában. 2009-es stílusban. Egyik nap beállsz a zuhany alá és bumm, hirtelen MP3-akkal fürdesz. Vagy párhetente kiküldünk az embereknek egy 7-inch lemezt, míg össze nem áll a teljes szett.”
Július 20-án Yauch a zenekar hivatalos YouTube-csatornáján és hírlevélben közölte, hogy lefújják a turné több állomását is és elhalasztják az album megjelenését, mivel rákos daganatot találtak a fültőmirigyében és nyirokcsomójában. Ekkor kénytelenek voltak a montréali Osheaga Fesztiválos és a New Jersey-i All Points West Fesztiválos fellépéseiket is lemondani.
2010 október végén a Beastie Boys két hírlevelet küldött szét a Hot Sauce Committee Pt. 1 és Pt. 2 kapcsán. Az október 18-i levélben ez állt: „Sajnálattal közöljük, hogy a Hot Sauce Committee Part 1 megjelenése továbbra is bizonytalan, a Hot Sauce Committee Part 2-t viszont 2011 tavaszán bemutatjuk." Egy hétre rá érkezett a második e-mail:
„Bizarr véletlenek folytán és maratoni rendezgetést követően a Beastie Boys hivatalosan is bejelentheti, hogy új, Hot Sauce Committee Part 2 című albumán az eredetileg Pt. 1-re szánt 16 szám fog szerepelni, és a Capitol gondozásában jelenik meg 2011 tavaszán. Az eredetileg a Hot Sauce Committee Part 2-ra (vagyis most már Part 1-re) tervezett számokat kidobtuk, hogy helyet teremtsünk a korábban Hot Sauce Committee Part 1-hez tartozó anyagoknak. Mi van? Tudom, fura meg zavaros, de legalább végre egyértelműen kijelenthetjük, hogy a Hot Sauce Committee Part 2 időben érkezik, ami jóval több annál, mint amit a Part 1-ről el tudok mondani, és végül is csak ez számít." írja Adam „MCA" Yauch. „Rengeteget gyúrtuk a Pt. 2-t és másfél év izzadás után, mikor már minden egyes variációt kipróbáltunk, be kellett látnunk, hogy ez a dolog kizárólag ilyen formában lehet működőképes. Furcsa, de ez az igazság: a Hot Sauce Committee Part 2 csak úgy működik, ha le van cserélve arra a 16 számra, amiket lényegében ugyanebben a sorrendben pakoltunk fel a Hot Sauce Committee Part 1-ra. A kör bezárul.”
A lemez hivatalosan 2011. április 17-én jelent meg Japánban, április 29-én Angliában és Európában, illetve május 3-án az Egyesült Államokban. A harmadik kislemez „Make Some Noise" 2011. április 11-én vált letölthetővé, öt napra rá pedig korlátozott számban kiadták 7-inch bakeliten is a Record Store Dayre, B-oldalán a Passion Pit remixszel. A szám április 6-án kiszivárgott, majd ők is elérhetővé tették blogjukon.
Április 22-én szétküldtek egy e-mailt: „Szombaton 10:35-kor – Beastie Boys Make Some Noise MSG". Egy nappal később élőben streamelték albumukat a Madison Square Gardenből.
2011 decemberében derült ki, hogy a Beastie Boyst beiktatják a Rock and Roll Hall of Fame-be. A beiktatásra Chuck D-t és LL Cool J-t kérték fel 2012. április 14-én. Ekkor Yauch már túl beteg volt, hogy személyesen részt tudjon venni az eseményen és aznap be is szállították a NewYork–Presbyterian kórházba, ezért a zenekar nem lépett fel; helyettük Black Thought, Travie a Gym Class Heroesból és Kid Rock adott elő tőlük pár számot. Diamond és Horovitz vették át a díjat és felolvasták Yauch beszédét is.

### 2012–jelen: Yauch és Berry halála, a zenekar feloszlik
Adam Yauch 2012. május 4-én hunyt el rákban, 47 éves korában. Mike D azt nyilatkozta a Rolling Stone magazinnak, hogy a Beastie Boys bár vett fel új zenéket 2011-ben, de arról nem beszélt, hogy ezeket ki is adják-e. Azt is említette, hogy a zenekar MCA halála miatt valószínűleg feloszlik, ettől függetlenül ő továbbra is szívesen dolgozna együtt Ad-Rockkal. „Yauch azt kívánná, hogy próbáljunk ki mindenféle őrültséget, ami valamilyen oknál fogva korábban nem sikerült". 2014 júniusában Mike D megerősítette, hogy Ad-Rockkal többé nem készítenek Beastie Boys néven több zenét.
A Beastie Boys-alapító gitáros John Berry 2016. május 19-én halt meg 52 évesen, frontotemporális demenciában, hét év súlyos betegeskedés után. Neki tulajdonítják a Beastie Boys elnevezését, az első EP-n még ő gitározott, és a legelső Beastie Boys fellépésre is Berry lakásán került sor.
Yauch végrendeletében megtiltotta, hogy bármilyen reklámban Beastie Boys-számokat használjanak. 2014 júniusában a Beastie Boys megnyert egy pert a Monster Energy céggel szemben, akik engedély nélkül használták zenéjüket, ezért 1.7 millió dolláros kártérítést és 668.000 dolláros jogi költségtérítést kellett fizetniük. 2018 októberében Michael Diamond és Adam Horovitz kiadta a Beastie Boys Book című könyvet, 2020-ban bemutatták a Beastie Boys Story című, Spike Jonze rendezésében készült dokumentumfilmjüket, októberben pedig a könyv és dokumentumfilm mellé egy válogatásalbumot is kiadtak Beastie Boys Music címmel.

## Tibeti szabadságkoncert
1994-ben Yauch és az aktivista Erin Potts megszervezték a Tibeti szabadságkoncertet, hogy ezzel is felhívják a figyelmet a kínai kormány által elnyomott tibetiekre. Yauch egy nepáli kirándulása alkalmával szembesült először a problémával, amiről tibeti menekültekkel is beszélgetett. A koncertet később minden évben megtartották olyan fellépőkkel, mint Mike Mills, Michael Stipe (R.E.M.), Rage Against the Machine, The Smashing Pumpkins vagy a U2.

## Zenei stílus, hatások
Az eredetileg hardcore punk zenekarnak indult Beastie Boys hangzása hiphopba és rap rockba ment át, mikor elkezdtek debütáló albumukon, a Licensed to Ill-en dolgozni. A zenekar punk-, funk-, rap-, rock-, latin- és jazzelemekkel operált, de illették őket az évek során alternatív hiphop és alternatív rock jelzőkkel is.
Mikor megjelent bemutatkozó albumuk, a Licensed to Ill, Mike D mind a színpadon, mind fotózásokon egy hatalmas Volkswagen emblémával a nyakában jelent meg. Akkoriban számtalan autóról törték le a rajongók a márkajelzéseket, akik igyekeztek Mike D-t mímelni. 1987-es Columbus, georgiai koncertjük után a város elfogadott egy rendeletet, amiben a nyilvánosan kihívó öltözködést igyekeztek szabályozni.
A Beastie Boys komoly hatással volt a hiphop- és rockzenei szcénára – Eminem, a Rage Against the Machine, Hed PE, Limp Bizkit, Sublime, Korn, Slipknot és Blur mind inspirációként emlegették őket. 1986 óta a Beastie Boysnak négy albuma került fel a Billboard albumlistára (Licensed to Ill, Ill Communication, Hello Nasty és To The 5 Boroughs). A Rolling Stone magazin 2004. novemberi számában a „Sabotage"-t nevezte meg a 475. legjobb számnak a Valaha készült 500 legjobb száma listáján, 2005 áprilisi számukban pedig 77. helyre tették a Minden idők 100 legjobb előadója listán. A VH1 a 89. helyre tette őket Minden idők 100 legjobb előadója listáján. 2007. szeptember 27-én bejelentették, hogy a Beastie Boys egyike a kilenc jelöltnek, akiket 2008-ban be fognak iktatni a Rock and Roll Hall of Fame-be, végül 2011 decemberében közölték, hogy 2012-ben kerül sor a beiktatásra.

## Sampling per
A 2003-as Newton v. Diamond ügyben egy szövetségi bíró úgy döntött, hogy a zenekar nem vonható felelősségre azért, mert James Newton „Choir" című számából használtak fel egy részletet „Pass the Mic" című számukban. A hangminta egy hat másodperces furulyaszóló, amit a Beastie Boysnak joga volt használni, a teljes számot nem. Részlet a hivatalos bírói ítéletből:
„Newton teljes művéhez képest a részlet sem mennyiségében sem minőségében nem mondható lényegesnek. Mivel felhasználására engedélyt kapott a Beastie Boys, Newton csak a »Choir« kompozíció teljes anyagának szerzői jogdíjára tarthat igényt. A bíróság engedélyt ad a Beastie Boys-nak arra, hogy a számnak e rövid, mindössze három hangból álló részletét jogdíjfizetési kötelezettség nélkül használja.”

## A zenekar tagjai
- John Berry – gitár (1981 – 1982; elhunyt 2016-ban)
- Mike D – ének (1981 – 2012), dob (1981 – 2012)
- Kate Schellenbach – dob, ütőhangszerek (1981 – 1984)
- MCA – ének, basszusgitár (1981 – 2012; elhunyt 2012-ben)
- Ad-Rock – ének, gitár (1982 – 2012)

### Turnézenészek
- DJ Double R – DJ (1984 – 1985)
- Doctor Dré – DJ (1986)
- DJ Hurricane – DJ (1986 – 1997)
- Eric Bobo – ütőhangszerek (1992 – 1996)
- Money Mark (Mark Ramos – Nishita) – billentyű, ének (1992 – 2012)
- AWOL – dob (1994 – 1995)
- Alfredo Ortiz – dob, ütőhangszerek (1996 – 2012)
- Mix Master Mike – DJ, ének (1998 – 2012)

## Diszkográfia

### Albumok
- Licensed to Ill (1986, Def Jam, Columbia)
- Paul's Boutique (1989, Capitol)
- Check Your Head (1992, Capitol)
- Ill Communication (1994, Capitol)
- Hello Nasty (1998, Capitol)
- To the 5 Boroughs (2004, Capitol)
- The Mix-Up (2007, Capitol
- Hot Sauce Committee Part Two (2011, Capitol)

### Válogatáslemezek
- Some Old Bullshit (1994, Capitol)
- The In Sound From Way Out! (1996, Capitol)
- Beastie Boys Anthology: The Sounds of Science (1999, Grand Royal)
- Solid Gold Hits (2005, Capitol)
- Beastie Boys Music (2020, UMe)

### EP-k
- Polly Wog Stew (1982, Rat Cage)
- An Exciting Evening at Home with Shadrach, Meshach and Abednego (1989, Capitol)
- Frozen Metal Head (1992, Capitol, Grand Royal)
- Pretzel Nugget (1994, Capitol)
- Root Down (1995, Capitol)
- Aglio e Olio (1995, Grand Royal)
- Nasty Bits (1998, Capitol)
- Scientists of Sound (The Blow Up Factor Vol. 1) (1999, Capitol, Grand Royal)
- The Mix-Up Bonus Tracks (2008, Capitol)

## Kislemezek
| Cím                                                   | Megjelenési dátum | Listahelyezés | Listahelyezés | Listahelyezés | Listahelyezés | Listahelyezés | Listahelyezés | Listahelyezés | Listahelyezés | Listahelyezés | Listahelyezés | Listahelyezés | Elismerések                      | Album                                         |
| Cím                                                   | Megjelenési dátum | US            | US Alt.       | US R&B/HH     | AUS           | CAN           | GER           | NLD           | NZ            | SWE           | SWI           | UK            | Elismerések                      | Album                                         |
| ----------------------------------------------------- | ----------------- | ------------- | ------------- | ------------- | ------------- | ------------- | ------------- | ------------- | ------------- | ------------- | ------------- | ------------- | -------------------------------- | --------------------------------------------- |
| „Cooky Puss"                                          | 1983              | —             | —             | —             | —             | —             | —             | —             | —             | —             | —             | —             |                                  | Albumon nem szerepeltek                       |
| „Rock Hard"                                           | 1984              | —             | —             | —             | —             | —             | —             | —             | —             | —             | —             | —             |                                  | Albumon nem szerepeltek                       |
| „She's on It"                                         | 1985              | —             | —             | —             | —             | —             | 44            | 23            | —             | —             | —             | 10            |                                  | Krush Groove filmzene                         |
| „Slow and Low"                                        | 1985              | —             | —             | —             | —             | —             | —             | —             | —             | —             | —             | —             |                                  | Licensed to Ill                               |
| „Hold It Now, Hit It"                                 | 1986              | —             | —             | 55            | —             | —             | —             | —             | —             | —             | —             | —             |                                  | Licensed to Ill                               |
| „The New Style"                                       | 1986              | —             | —             | 22            | —             | —             | —             | —             | —             | —             | —             | —             |                                  | Licensed to Ill                               |
| „Paul Revere"                                         | 1986              | —             | —             | 34            | —             | —             | —             | —             | —             | —             | —             | —             |                                  | Licensed to Ill                               |
| „Brass Monkey"                                        | 1987              | 48            | —             | 83            | —             | —             | —             | —             | —             | —             | —             | —             | - RIAA: arany                    | Licensed to Ill                               |
| „(You Gotta) Fight for Your Right (To Party!)"        | 1987              | 7             | —             | —             | 37            | 7             | 25            | 10            | 17            | —             | —             | 11            | - BPI: ezüst                     | Licensed to Ill                               |
| „No Sleep till Brooklyn"                              | 1987              | —             | —             | —             | —             | —             | 46            | 23            | —             | —             | —             | 14            |                                  | Licensed to Ill                               |
| „Girls"                                               | 1987              | —             | —             | —             | —             | —             | —             | —             | 27            | —             | —             | 34            |                                  | Licensed to Ill                               |
| „Hey Ladies"                                          | 1989              | 36            | 18            | —             | 141           | —             | 43            | 31            | 37            | —             | —             | 76            |                                  | Paul's Boutique                               |
| „Shadrach"                                            | 1989              | —             | —             | —             | —             | —             | —             | —             | —             | —             | —             | —             |                                  | Paul's Boutique                               |
| „Pass the Mic"                                        | 1992              | —             | —             | —             | —             | —             | —             | —             | —             | —             | —             | 47            |                                  | Check Your Head                               |
| „So What'cha Want"                                    | 1992              | 93            | 22            | 121           | 64            | —             | —             | —             | —             | —             | —             | —             |                                  | Check Your Head                               |
| „Jimmy James"                                         | 1992              | —             | —             | —             | —             | —             | —             | —             | —             | —             | —             | 55            |                                  | Check Your Head                               |
| „Gratitude"                                           | 1992              | —             | —             | —             | —             | —             | —             | —             | —             | —             | —             | —             |                                  | Check Your Head                               |
| „Professor Booty"                                     | 1992              | —             | —             | —             | —             | —             | —             | —             | —             | —             | —             | —             |                                  | Check Your Head                               |
| „Something's Got to Give"                             | 1992              | —             | —             | —             | —             | —             | —             | —             | —             | —             | —             | —             |                                  | Check Your Head                               |
| „Sabotage"                                            | 1994              | 115           | 18            | —             | 94            | 38            | —             | 35            | —             | —             | —             | 19            | - BPI: ezüst                     | Ill Communication                             |
| „Get It Together"                                     | 1994              | 101           | —             | 113           | 94            | —             | —             | 35            | —             | —             | —             | 19            |                                  | Ill Communication                             |
| „Sure Shot"                                           | 1994              | —             | —             | —             | —             | —             | —             | —             | —             | —             | —             | 27            |                                  | Ill Communication                             |
| „Root Down"                                           | 1995              | —             | —             | —             | —             | —             | —             | —             | —             | —             | —             | —             |                                  | Ill Communication                             |
| „Intergalactic"                                       | 1998              | 28            | 4             | —             | 21            | 9             | 40            | 16            | 4             | 9             | 33            | 5             | - BPI: ezüst - IFPI SWE: platina | Hello Nasty                                   |
| „Body Movin'"                                         | 1998              | —             | 15            | —             | 28            | —             | —             | 82            | 20            | 30            | —             | 15            |                                  | Hello Nasty                                   |
| „The Negotiation Limerick File"                       | 1998              | —             | 29            | —             | —             | —             | —             | —             | —             | —             | —             | —             |                                  | Hello Nasty                                   |
| „Remote Control" / „Three MC's and One DJ"            | 1999              | —             | —             | —             | —             | —             | —             | —             | —             | —             | —             | 21            |                                  | Hello Nasty                                   |
| „Alive"                                               | 1999              | —             | 11            | —             | —             | —             | —             | —             | 22            | —             | —             | 28            |                                  | Beastie Boys Anthology: The Sounds of Science |
| „Ch-Check It Out"                                     | 2004              | 68            | 1             | 106           | 46            | 1             | 65            | 21            | 31            | 38            | 36            | 8             | - RIAA: arany                    | To the 5 Boroughs                             |
| „Triple Trouble"                                      | 2004              | —             | 11            | —             | 73            | —             | —             | —             | —             | —             | —             | 37            |                                  | To the 5 Boroughs                             |
| „Right Right Now Now"                                 | 2004              | —             | —             | —             | —             | —             | —             | —             | —             | —             | —             | —             |                                  | To the 5 Boroughs                             |
| „Now Get Busy"                                        | 2004              | —             | —             | —             | —             | —             | —             | —             | —             | —             | —             | —             |                                  | The Wired CD                                  |
| „An Open Letter to NYC"                               | 2004              | —             | —             | —             | —             | —             | —             | 17            | —             | —             | —             | 38            |                                  | To the 5 Boroughs                             |
| „Electric Worm"                                       | 2007              | —             | —             | —             | —             | —             | —             | —             | —             | —             | —             | —             |                                  | The Mix-Up                                    |
| „Off the Grid"                                        | 2007              | —             | —             | —             | —             | —             | —             | —             | —             | —             | —             | —             |                                  | The Mix-Up                                    |
| „Lee Majors Come Again"                               | 2009              | —             | —             | —             | —             | —             | —             | —             | —             | —             | —             | —             |                                  | Hot Sauce Committee Part Two                  |
| „Too Many Rappers" (ft. Nas)                          | 2009              | 93            | —             | —             | —             | 70            | —             | —             | —             | —             | —             | 134           |                                  | Hot Sauce Committee Part Two                  |
| „Make Some Noise"                                     | 2011              | 102           | 7             | —             | —             | 76            | —             | 87            | —             | —             | —             | —             |                                  | Hot Sauce Committee Part Two                  |
| „Don't Play No Game That I Can't Win" (ft. Santigold) | 2011              | —             | —             | 80            | —             | —             | —             | —             | —             | —             | —             | —             |                                  | Hot Sauce Committee Part Two                  |

## Videoklipek
| Cím                                                         | Megjelenési dátum | Rendező(k)                            |
| ----------------------------------------------------------- | ----------------- | ------------------------------------- |
| „Holy Snappers"                                             | 1981              | Nathanial Hörnblowér                  |
| „Egg Raid on Mojo"                                          | 1982              | Philip Pucci                          |
| „She's on It"                                               | 1985              | N/A                                   |
| „Hold It, Now Hit It"                                       | 1986              | N/A                                   |
| „(You Gotta) Fight for Your Right (To Party!)"              | 1986              | Adam Dubin, Ric Menello               |
| „No Sleep till Brooklyn"                                    | 1987              | Adam Dubin, Ric Menello               |
| „Hey Ladies"                                                | 1989              | Adam Bernstein                        |
| „Looking Down the Barrel of a Gun"                          | 1989              | Nathanial Hörnblowér                  |
| „Shake Your Rump"                                           | 1989              | Nathanial Hörnblowér                  |
| „Shadrach"                                                  | 1989              | Nathanial Hörnblowér                  |
| „Ask for Janice, Part II"                                   | 1989              | Nathanial Hörnblowér                  |
| „Slow and Low" (live)                                       | 1989              | Nathanial Hörnblowér                  |
| „Netty's Girl"                                              | 1992              | Tamra Davis                           |
| „Pass the Mic"                                              | 1992              | Nathanial Hörnblowér                  |
| „So What'cha Want"                                          | 1992              | Nathanial Hörnblowér                  |
| „So What'cha Want" (remix)                                  | 1992              | David Perez Shadi                     |
| „Jimmy James"                                               | 1992              | Nathanial Hörnblowér, Lisa Ann Cabasa |
| „Time for Livin'"                                           | 1992              | Spike Jonze                           |
| „Gratitude"                                                 | 1993              | David Perez Shadi                     |
| „Sabotage"                                                  | 1994              | Spike Jonze                           |
| „Ricky's Theme"                                             | 1994              | Spike Jonze                           |
| „Sure Shot"                                                 | 1994              | Spike Jonze, Nathanial Hörnblowér     |
| „Root Down"                                                 | 1995              | Evan Bernard                          |
| „Root Down" (live)                                          | 1995              | Spike Jonze                           |
| „Intergalactic"                                             | 1998              | Nathanial Hörnblowér                  |
| „Body Movin'"                                               | 1998              | Nathanial Hörnblowér                  |
| „Three MC's and One DJ"                                     | 1999              | Nathanial Hörnblowér                  |
| „Alive"                                                     | 1999              | Nathanial Hörnblowér                  |
| „Start!" (featuring Miho Hatori)                            | 1999              | Nathanial Hörnblowér                  |
| „Ch-Check It Out"                                           | 2004              | Nathanial Hörnblowér                  |
| „Triple Trouble"                                            | 2004              | Nathanial Hörnblowér                  |
| „Right Right Now Now"                                       | 2004              | Nathanial Hörnblowér                  |
| „Rhyme the Rhyme Well"                                      | 2004              | Nathanial Hörnblowér                  |
| „An Open Letter to NYC"                                     | 2004              | Nathanial Hörnblowér                  |
| „Brass Monkey" (live)                                       | 2005              | Nathanial Hörnblowér                  |
| „Shazam!"                                                   | 2007              | Nathanial Hörnblowér                  |
| „Off the Grid"                                              | 2007              | Nathanial Hörnblowér                  |
| „The Gala Event"                                            | 2007              | N/A                                   |
| „The Rat Cage"                                              | 2007              | N/A                                   |
| „Suco De Tangerina"                                         | 2007              | N/A                                   |
| „Make Some Noise"                                           | 2011              | Nathanial Hörnblowér                  |
| „Don't Play No Game That I Can't Win" (featuring Santigold) | 2011              | Spike Jonze                           |
| „Too Many Rappers" (featuring Nas)                          | 2015              | Roman Coppola                         |

## Fordítás
- Ez a szócikk részben vagy egészben  a   Beastie Boys című angol Wikipédia-szócikk fordításán alapul.  Az eredeti cikk szerkesztőit annak laptörténete sorolja fel. Ez a jelzés csupán a megfogalmazás eredetét és a szerzői jogokat jelzi, nem szolgál a cikkben szereplő információk forrásmegjelöléseként.